# Игра с полной информацией
Игра с полной информацией (англ. game of complete information — дословно — «игра с полной информацией») — теоретико-игровой термин, обозначающий игру, в которой игрокам известны функция полезности, правила игры, а также ходы других игроков. Примеры игр c полной информацией — шахматы и нарды; с неполной информацией — аукцион и покер.

## Определение
Согласно Авинашу Дикситу, игра c полной информацией — это игра, в которой все правила игры (стратегии игроков и выигрыши каждого из них как функции стратегий всех игроков) полностью известны всем игрокам, и более того, являются общим знанием. Игра с совершенной информацией — это игра, в которой игроки в ходе игры не сталкиваются ни со стратегической неопределённостью (когда бы игрок не знал ходы соперника в прошлом или одновременно с собственными ходами), ни с внешней неопределенностью (когда бы игрок не знал какие будут внешние обстоятельства). Таким образом, в игре с совершенной информацией каждый игрок в каждой точке, в которой наступает его очередь ходить, знает всю историю игры вплоть до этой точки, в том числе результаты любых действий, предпринятых «природой», или предыдущие действия других игроков, включая чистые стратегии и фактические результаты любых смешанных стратегий, которые они могут использовать в игре. 
В своём учебнике А. Мас-Коллел, М. Уинстон и Д. Грин определяют игру c полной информацией как игру, в которой игроки обладают всей информацией друг о друге, информацией о выигрышах, которые они получат при различных исходах игры; а игру с совершенной информацией как игру, в которой каждое информационное множество содержит один узел решения.
В БРЭ игра с полной информацией — это игра, в которой при принятии решения об очередном ходе игроку известны все предыдущие ходы обоих игроков.
Джон Харшаньи характеризует игру с полной информацией как игру, в которой все игроки знают характер игры в смысле знания развернутой формы игры (дерева игры) или нормальной формы игры (матрицы выигрышей). Игра с полной информацией может быть игрой с совершенной информацией, где игроки знают и характер игры, и все предыдущие ходы (сделанные другими игроками или обусловленные случаем) на каждом шаге игры; либо игрой с несовершенной информацией, где игроки знают характер игры, но не обладают полнотой сведений о предыдущих ходах, сделанных в процессе игры.

## Свойства
Если ни в каких аспектах игры (правилах, возможности или очерёдности ходов, определении момента завершения игры или результата) не участвует элемент случайности, такая игра будет ещё и детерминированной.
Для любой детерминированной игры с полной информацией, теоретически, можно просчитать всё дерево возможных ходов игроков и определить последовательность ходов, которая гарантированно приведёт по крайней мере одного из них к выигрышу или ничьей, то есть всегда может быть построен алгоритм выигрыша или сведения игры вничью по крайней мере для одной из сторон.
К играм с полной информацией относится большинство детерминированных настольных игр (например, шахматы, таврели, шашки, го, рэндзю, сянци, сёги, крестики-нолики, реверси, манкала, точки). Для большинства из них, однако, алгоритм выигрыша или гарантированной ничьей неизвестен: хотя теоретически он существует и может быть найден, на практике дерево вариантов слишком велико, чтобы его можно было построить и проанализировать за приемлемое время.
К недетерминированным играм с полной информацией относится, например, нарды. Не являются играми с полной информацией такие игры, как маджонг, кригшпиль, большинство карточных игр.